# 山田克郎

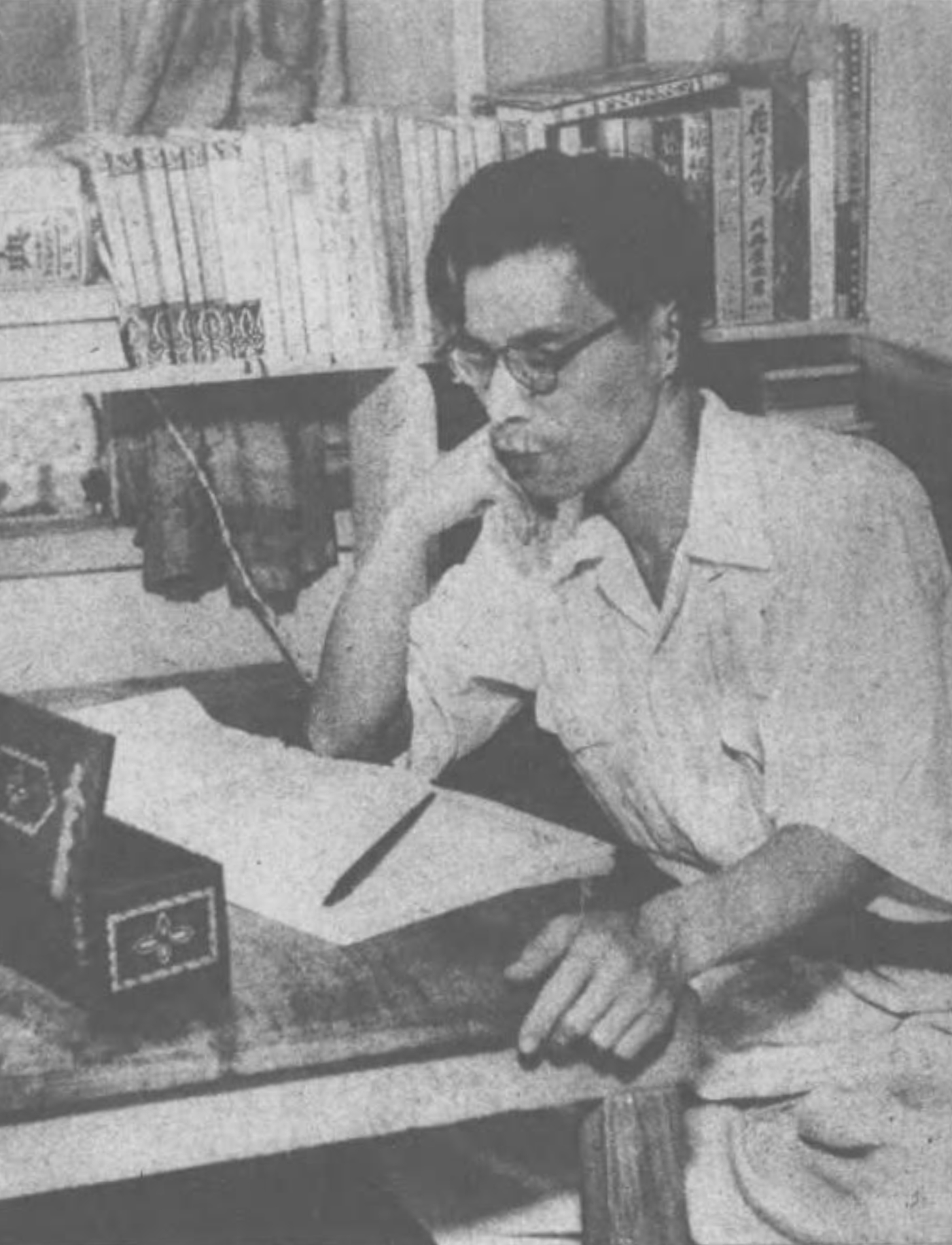
雑誌『富士』より（1952年）

山田 克郎（やまだ かつろう、1910年11月5日 - 1983年4月26日）は、日本の小説家。

## 人物
朝鮮・釜山生まれ（石川県とするものもある）。本名・克朗。
旧制中学時代に香川県に移る。
1936年、早稲田大学商学部卒。
1937年、処女作「燈台視察船」を『オール讀物』に発表。
1941年、最初の単行本『翼の饗宴』を上梓、以後、旺盛な作家活動を戦中、戦後と続ける。
海洋もの作家として活躍し、戦後、1949年に「海の廃園」（『文藝読物』発表）で直木賞受賞。
日本テレビ放送網でテレビドラマ化された『快傑ハリマオ（原作名『魔の城』）』の原作者として知られる。
1983年4月26日、逝去。72歳没。

## 著作
- 『翼の饗宴』淡海堂出版部, 1941
- 『少年感化船』淡海堂出版部, 1941
- 『銃眼のある工場』泰光堂, 1942
- 『帆装』泰光堂, 1942
- 『南風』書楽荘書店, 1942
- 『炎の島』協英出版社, 1943
- 『坑道』春江堂, 1943
- 『日本海流』講談社, 1943
- 『美しき魂』淡海堂出版, 1943
- 『後藤新平』鶴書房, 1944
- 『北門の海』泰光堂, 1944
- 『海の廃園』宝文館, 1950
- 『青い真珠』新小説社 1951
- 『海の太陽』毎日新聞社, 1953
- 『緑の海流』豊文社, 1954
- 『桃太郎船長武勇伝』東方社, 1954
- 『地獄から来た男』東方社, 1955
- 『海の竪琴』河出新書, 1955
- 『雲を歩んだ娘』東方社, 1955
- 『人魚の館』東方社, 1956
- 『北洋国際戦』学風書院(世界ドキュメンタリー文庫)　1956
- 『火の海』東方社, 1956
- 『世界探検史』鱒書房, 1956
- 『ジャガイモ二挺拳銃』東方社, 1956
- 『徳三宝』浪速書房 1958
- 『火の鷹』六興出版部, 1959
- 『月を射つ銃声』浪速書房, 1959
- 『王者の庭 合気道 植芝盛平伝』浪速書房, 1959
- 『帆と雲と水平線』青潮社, 1960
- 『快傑ハリマオ』全4巻 石森章太郎絵 講談社, 1960－61
- 『海獣船』双葉社, 1963（世界の秘境シリーズ 第16集 7月号）
- 『海の異教徒』東都書房, 1963
- 『不思議な話意外な本』日本文芸社, 1964
- 『競艇選手』スポーツニッポン新聞社, 1969
- 『トッコ忍術漫遊記』春陽文庫, 1971
- 『渋沢栄一 財界のフロンティア』春陽堂書店, 1972
- 『いかさま雀鬼 女雀士・ジュン』桃園書房 1972
- 『勝海舟』鶴書房 1973
- 『さすらい雀鬼』桃園書房 1974
- 『平将門』インタナル出版部 1976
- 『雀鬼地獄門』桃園書房 1976
- 『雀鬼流れ節』桃園書房 1978

## 翻訳
- 十五少年漂流記 ジュール・ベルヌ 集英社, 1968 (少年少女世界の名作)